# آرمینه کالنتس

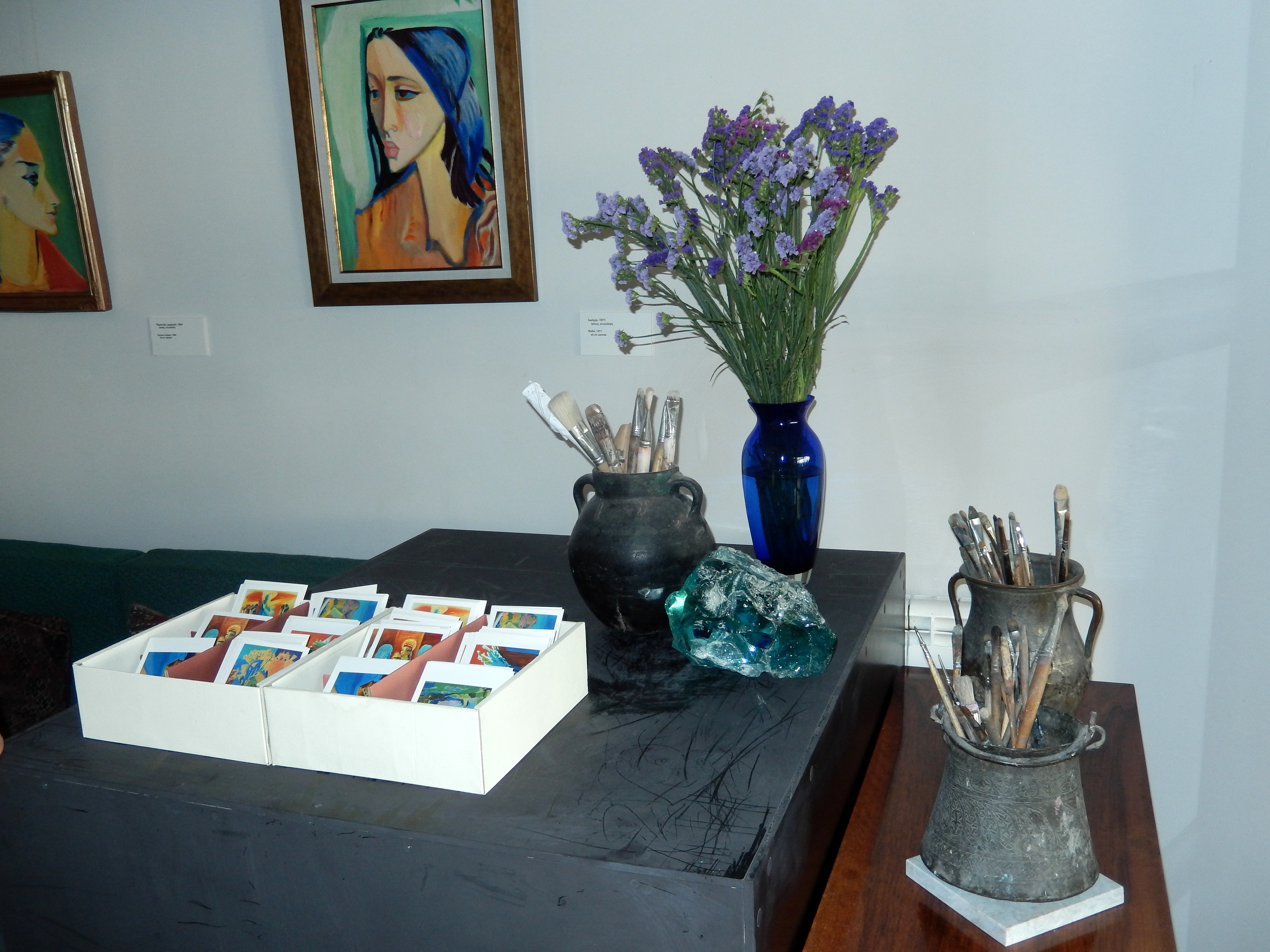

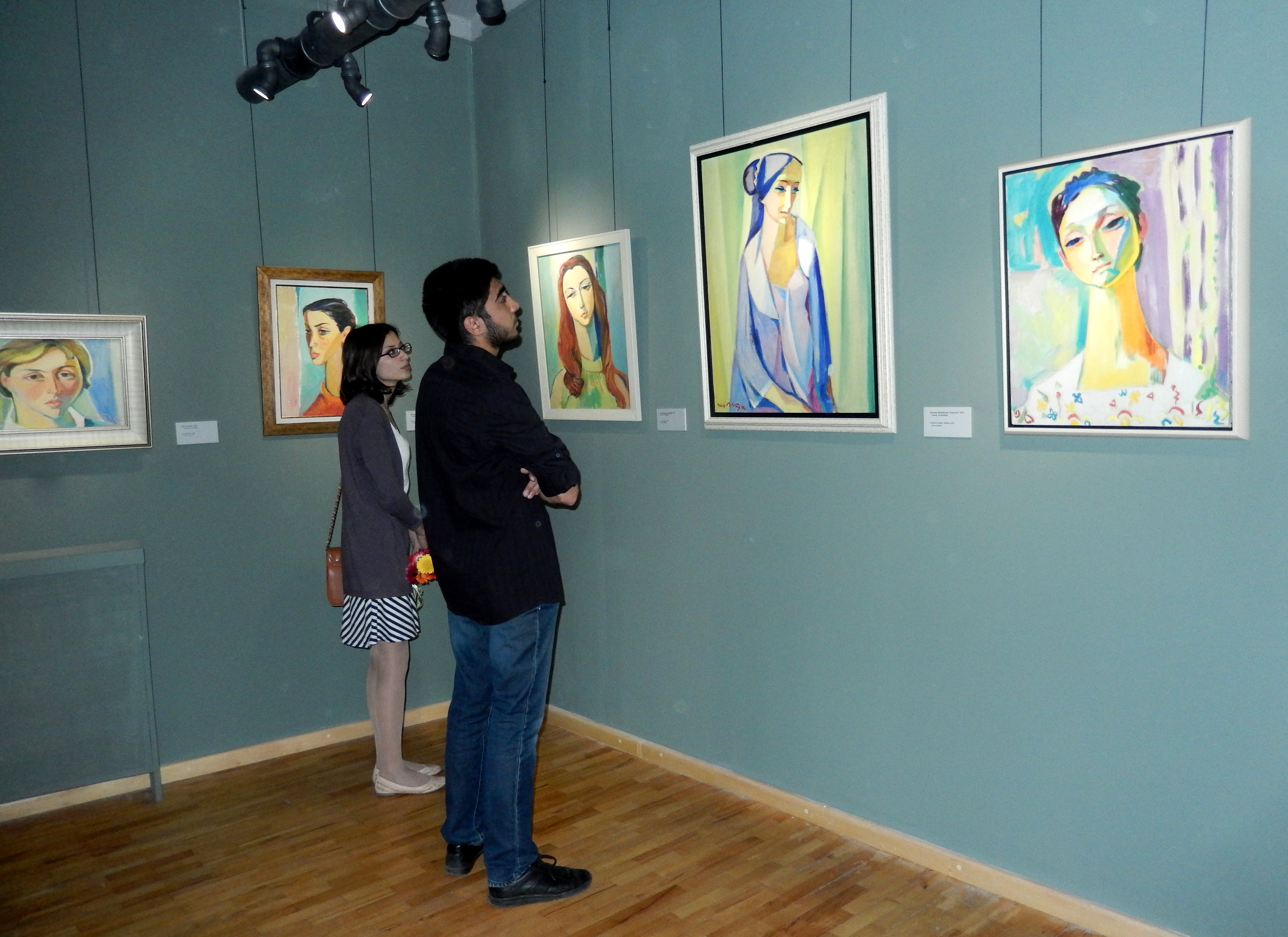

آرمینه کالنتس (ارمنی: Արմինե Կալենց؛ ۱۸ اوت ۱۹۲۰ – ۲۲ نوامبر ۲۰۰۷) نقاش اهل ارمنستان بود.

## زندگی‌نامه
وی با نام دوشیزگی آرمینه سارگسی بارونیان (ارمنی: Արմինե Սարգսի Պարոնյան) در ۱۸ اوت ۱۹۲۰ در دمشق، قیمومت فرانسه بر سوریه و لبنان به دنیا آمد والدین وی تیگرانوهی و سارگیس بارونیان اصلاً اهل آداپازاری بودند که در زمان نسل‌کشی ارمنی‌ها توسط ترکان عثمانی به سوریه گریخته بودند. وی از فارغ‌التحصیل گشت. وی همچنین برندهٔ جوایزی همچون هنرمند مردمی ارمنستان (۱۹۶۷) شده‌است. وی در ۲۲ نوامبر ۲۰۰۷ در سن سالگی در ایروان درگذشت.